# KIF3B
KIF3B, kinesin family member 3B, est une protéine encodée chez l’homme par le gène KIF3B situé sur le chromosome 20 humain.
Cette protéine intervient dans les mouvements des chromosomes lors des mitoses et méioses.